# Desireless
Desireless, született: Claudie Fritsch-Mentrop (Párizs, 1952. december 25. –) francia énekesnő. 1986-ban vált ismertté a Voyage Voyage című dalával, amely több európai és ázsiai slágerlista élén állt. Több mint 5 millió lemezt adott el.

## Albumai
- François – 1989
- I love you – 1994
- Ses plus grands succès – 2003
- Un brin de paille – 2004
- More love and good vibrations – 2007

## Kislemezek
- Voyage, voyage
- John
- Qui sommes-nous?
- Elle est commes les étoiles
- Il dort
- I love you
- La vie est belle